# Juan de Zúñiga y Flores
Juan de Zúñiga y Flores (Madrigal de las Altas Torres, c. 1547 – ¿Madrid?, 20 de diciembre de 1602) fue un religioso y político español, obispo de Cartagena e inquisidor del Santo Oficio, que llegó a ser inquisidor general durante unos pocos meses.

## Biografía
Hijo de Juan de Zúñiga y de Inés de Flores. Estudió en la Universidad de Salamanca. Tuvo varios cargos eclesiásticos y en ámbito de la corte. Primero fue canónigo en la catedral de Toledo e inquisidor de en el Consejo de la Suprema Inquisición. Fue nombrado obispo de Cartagena el 23 de enero de 1600. Aparece citado como miembro del Consejo del rey y de la catedral de Toledo, además de ser comisario general de Cruzada y tener cargo en el tribunal de la Inquisición.
Por orden de Felipe II, visitó la Universidad de Salamanca en 1593 y, reunido en claustro, se aprobaron unos importantes estatutos para el centro, en igualdad a los de Diego Covarrubias, aprobados por el rey el año siguiente.
Como miembro del consejo, presentó al rey un memorial que había redactado y acordado previamente con el marqués de Denia, que informaba de los nombramientos basados en el nepotismo de Pedro Portocarrero en el tribunal eclesiástico, haciendo caso omiso a las directrices del difunto Felipe II. Sobre los nombramientos, creía conveniente que el inquisidor general los consultara con el monarca y luego se comunicara al consejo los que le parecieran más convenientes, situándose así la actuación de la máxima autoridad del Santo Oficio bajo control.
Precisamente, poco después fue elegido inquisidor general por bula de Clemente VIII de 29 de julio de 1602, sucediendo a Fernando Niño de Guevara. Sin llegar a ejercer demasiado el cargo, murió pocos meses después, el 20 de diciembre de 1602. Según Llorente, en este periodo hubo 16 procesos, con unas 688 víctimas.